# Nawanshahr

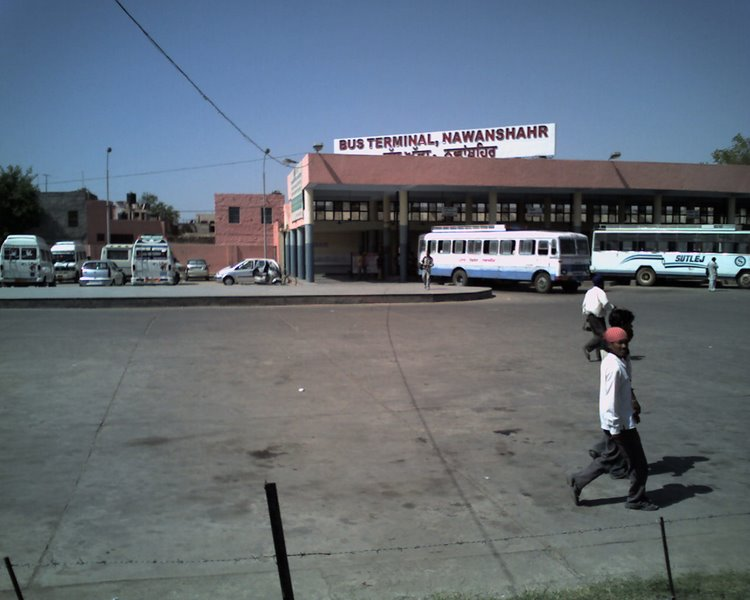
Busbahnhof von Nawanshahr

Nawanshahr ist eine Stadt im indischen Bundesstaat Punjab.
Die Stadt ist Hauptstadt des Distrikt Shahid Bhagat Singh Nagar. Nawanshahr hat den Status eines Municipal Council. Die Stadt ist in 17 Wards gegliedert.

## Demografie
Die Einwohnerzahl der Stadt liegt laut der Volkszählung von 2011 bei 46.024. Nawanshahr hat ein Geschlechterverhältnis von 931 Frauen pro 1000 Männer und damit einen für Indien üblichen Männerüberschuss. Die Alphabetisierungsrate lag bei 85,0 % im Jahr 2011. Knapp 79 % der Bevölkerung sind Hindus, ca. 18 % sind Sikhs und ca. 3 % gehören einer anderen oder keiner Religion an. 10,1 % der Bevölkerung sind Kinder unter 6 Jahren. 35,4 % gehören den Scheduled Castes an.